# Maria Augusta de Saxonia

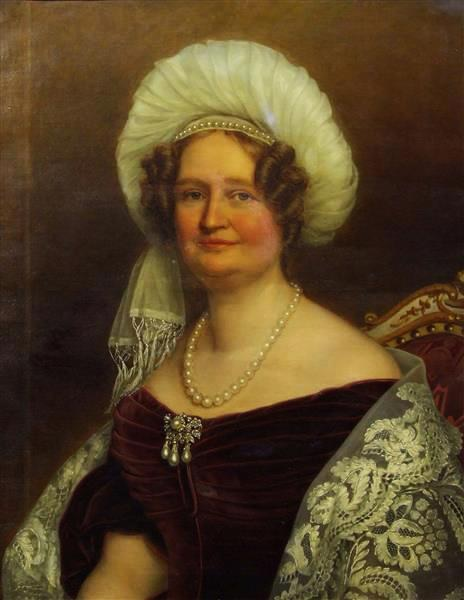
Prințesa Augusta de Saxonia

Prințesa Maria Augusta Nepomucena Antonia Franziska Xaveria Aloysia de Saxonia (n. 21 iunie 1782, Dresda – d.14 martie 1863, Dresda) a fost o prințesă saxonă și moștenitoare poloneză la tron din casa albertină Wettin.

## Biografie
Augusta a fost singurul copil, care a supraviețuit din căsătoria Electorului Frederic Augustus I de Saxonia (1750–1827) cu Amalie (1752–1828), fiica Contelui Palatin Friedrich Michael de Zweibrücken-Birkenfeld.